# Ahn Myong-chol
Ahn Myong-chol (ur. 1969) – północnokoreański strażnik obozów koncentracyjnych. Obecnie mieszka w Korei Południowej i działa jako aktywista na rzecz praw człowieka w Korei Północnej.

## Życiorys
W wieku 18 lat został strażnikiem w obozie koncentracyjnym. Podczas swojej pracy został poddawany indoktrynacji. W ciągu 8 lat pracował w czterech obozach koncentracyjnych (w tym w obozie koncentracyjnym Haengyŏng). W 1987 roku brał udział w tłumieniu protestów więźniów w obozie w Onsŏng. Podczas pobytu w pierwszym obozie był zachęcany do nauki taekwondo na więźniach. W obozach pracował jako kierowca. Podczas pobytu w obozie Haengyŏng wykonywał rysunki obozu i więźniów. Zauważył on, że większość więźniów nigdy nie dowiedziała się, z jakiego powodu została zatrzymana i trafiła do obozu.
W 1994 roku jego ojciec popełnił samobójstwo po tym, jak dzień wcześniej pod wpływem alkoholu skrytykował rząd północnokoreański za problemy z wyżywieniem. Jego matka i siostra trafiły do obozu, a sam Ahn Myong-chol ze strachu przed obozem uciekł do Chin, skąd po trzech dniach trafił do Korei Południowej. W Korei Południowej rozpoczął pracę jako aktywista na rzecz praw człowieka. Obecnie jest przewodniczącym organizacji „NK Watch”. Jego relacje znacznie przyczyniły się do poszerzenia wiedzy o północnokoreańskich obozach koncentracyjnych.
Napisał książkę Total Control Zone poświęconej kwestii łamania praw człowieka w Korei Północnej.

## Filmografia
- Dzieci złego państwa (on sam)
- Historie z Yodok (on sam)[3]